# Cașunca
Cașunca – miejscowość i gmina w Mołdawii, w rejonie Florești. W 2014 roku liczyła 1764 mieszkańców.